# Rory Culkin
Rory Hugh Culkin (New York, 21 luglio 1989) è un attore statunitense.

## Biografia
È l'ultimo figlio di Patricia Brentrup e dell'attore Kit Culkin e fratello di Macaulay Culkin. Ha altri cinque fratelli, Shane, Dakota (1979-2008), Kieran, Quinn e Christian, ed è nipote da parte di padre dell'attrice Bonnie Bedelia. Esordisce nel mondo cinematografico a soli quattro anni, nei film L'innocenza del diavolo e Richie Rich - Il più ricco del mondo, che vedevano suo fratello Macaulay protagonista, interpretando i ruoli del fratello da giovane. Nel 2000 riceve un Young Artist Award per la sua interpretazione nel film Conta su di me. 
Nel 2002 recita nel film Igby ed interpreta il figlio di Mel Gibson in Signs, l'anno seguente recita al fianco di Michael e Kirk Douglas in Vizio di famiglia. Negli anni seguenti partecipa ai film indipendenti Mean Creek e Kidnapped - Il rapimento, nel 2005 affianca Edward Norton in Down in the Valley, mentre nel 2006 lavora con Robin Williams in Una voce nella notte. Nel 2008 recita nel film sportivo Chasing 3000. Nel 2011 invece recita nel nuovo film diretto da Wes Craven, Scream 4.
Sempre nel 2011 prende parte nel drammatico film di Derick Martini "Hick" con Chloë Grace Moretz, Eddie Redmayne e Blake Lively in cui interpreta Clement come ruolo secondario. 

## Filmografia parziale

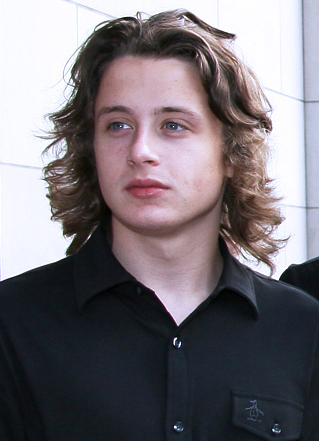
Rory Culkin al Toronto International Film Festival nel 2008

### Cinema
- L'innocenza del diavolo (The Good Son), regia di Joseph Ruben (1993)
- Richie Rich - Il più ricco del mondo (Richie Rich), regia di Donald Petrie (1994)
- Conta su di me (You Can Count on Me), regia di Kenneth Lonergan (2000)
- Signs, regia di M. Night Shyamalan (2002)
- Igby Goes Down, regia di Burr Steers (2002)
- Vizio di famiglia (It Runs in the Family), regia di Fred Schepisi (2003)
- Mean Creek, regia di Jacob Estes (2004)
- Kidnapped - Il rapimento (The Chumscrubber), regia di Arie Posin (2005)
- Down in the Valley, regia di David Jacobson (2005)
- The Zodiac, regia di Alexander Bulkley (2005)
- Una voce nella notte (The Night Listener), regia di Patrick Stettner (2006)
- Chasing 3000, regia di Gregory J. Lanesey (2008)
- Lymelife, regia di Derick Martini (2008)
- Twelve, regia di Joel Schumacher (2010)
- Hick, regia di Derick Martini (2011)
- Scream 4, regia di Wes Craven (2011)
- Electrick Children, regia di Rebecca Thomas (2012)
- Gabriel, regia di Lou Howe (2014)
- Intruders, regia di Dan Cooper (2015)
- Jack Goes Home, regia di Thomas Dekker (2016)
- Columbus, regia di Kogonada (2017)
- The Song of Sway Lake, regia di Ari Gold (2017)
- Bullet Head, regia di Paul Solet (2017)
- Lords of Chaos, regia di Jonas Åkerlund (2018)
- Materna, regia di David Gutnik (2020)
- The Last Thing Mary Saw, regia di Edoardo Vitaletti (2021)
- 5lbs of Preassure, regia di Phil Allocco (2024)
- Dead Money, regia di Luc Walpoth (2024)

### Televisione
- Law & Order - Unità vittime speciali (Law & Order: Special Victims Unit) – serie TV, episodio 5x02 (2003)
- Sneaky Pete – serie TV, 2 episodi (2017-2018)
- Waco – serie TV, 6 episodi (2018)
- City on a Hill – serie TV, 5 episodi (2019)
- Halston – miniserie TV, episodio 1x01 (2021)
- In nome del cielo (Under the Banner of Heaven) – miniserie TV, 7 episodi (2022)
- Sciame (Swarm) – serie TV, episodio 1x01 (2023)
- Black Mirror - serie TV, episodio 6x03 (2023)

## Doppiatori italiani
Nelle versioni in italiano delle opere in cui ha recitato, Rory Culkin è stato doppiato da:
- Gabriele Patriarca in Vizio di famiglia, Chasing 3000, In nome del cielo
- Alessio Nissolino in Mean Creek, Sneaky Pete, Halston
- Flavio Aquilone in Signs, Scream 4
- Alessio De Filippis in Kidnapped - Il rapimento
- Manuel Meli in Down in the Valley
- Alex Polidori in The Zodiac
- Daniele Martino in Una voce nella notte
- Patrizio Cigliano in Bullet Head
- Federico Viola in Waco
- Davide Albano in City on a Hill
- Gianluca Crisafi in Black Mirror

## Riconoscimenti
- 2015 – Gotham Awards[3]
  - Candidatura come Miglior interprete emergente per Gabriel